# 관음 - 욕망의 유희
"관음 - 욕망의 유희"는 한국에서 제작된 이세일 감독의 2013년 멜로/로맨스 영화이다. 강세미 등이 주연으로 출연하였다.

## 출연

### 주연
- 강세미
- 김원석
- 한영웅
- 조윤아